# Pseudohemiodon platycephalus
Pseudohemiodon platycephalus är en fiskart som först beskrevs av Kner, 1853.  Pseudohemiodon platycephalus ingår i släktet Pseudohemiodon och familjen Loricariidae. Inga underarter finns listade i Catalogue of Life.